# Storia di Imola

## Antichità

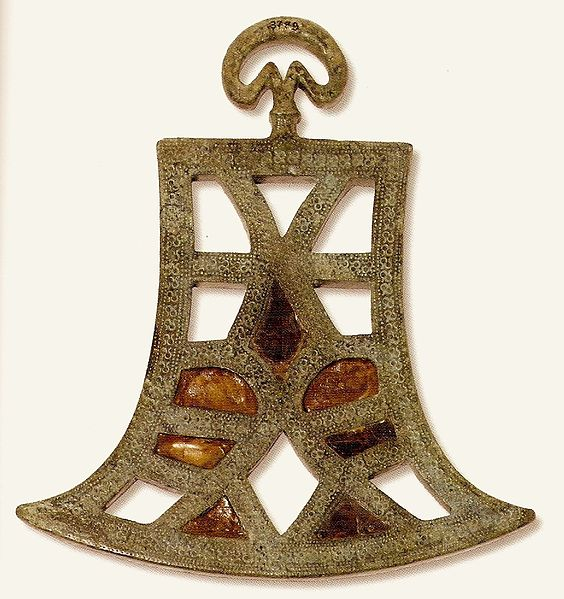
Tintinnabulo in bronzo e ambra (fine VIII-inizi VII secolo a.C.) ritrovato nelle vicinanze di Toscanella.

Il luogo ove sorge Imola è stato frequentato da popolazioni preistoriche e protostoriche molto prima dell'età romana.
I resti di un villaggio di età villanoviana sono emersi a Pontesanto, località sulla via Emilia (scavi effettuati tra il 1999 e il 2000); le tombe hanno restituito corredi funerari di grande ricchezza e complessità.
Il villaggio di Monte Castellaccio e la necropoli di Montericco (77 tombe) sono interessanti testimonianze delle popolazioni con caratteristiche umbre che si insediarono nel territorio romagnolo che tra VI e V secolo a.C.. La necropoli di Montericco è la punta degli Umbri più avanzata verso occidente che si conosca
Gli Etruschi costruirono (secc. V-IV a.C.) una pista pedemontana che congiungeva Rimini/Arimna con Bologna/Velzna. Non sembra invece che costruissero insediamenti nella zona di Imola. Tra il V e il IV secolo a.C. si verificò la penetrazione di popolazioni celtiche che, provenienti dall'Europa centrale, si insediarono su tutto il territorio cispadano, fino a confinare con i territori di Umbri e Piceni.
Nel III secolo a.C. cominciò l'espansione romana, che si concluse nell'arco di un secolo con la conquista della fertile pianura padana. I Celti in parte tornarono al di là delle Alpi, in parte rimasero. I romani avviarono la centuriazione del territorio e pavimentarono la pista etrusca. Nel punto in cui la pista incontra il Santerno, il tracciato preesistente si discostava dalla pianura e risaliva il Santerno fino a raggiungere un guado naturale. Si tratta della zona oggi conosciuta come "Le Lastre": il fiume veniva attraversato in questo punto. Il guado era facilmente controllabile dalle collina prospicienti il fiume: su una di esse era sorto un centro abitato. I romani edificarono un ponte in muratura sul Santerno a valle delle Lastre e rettificarono il tracciato preesistente. La via Emilia assunse così l'aspetto di un lungo rettilineo. Fu fondata una colonia al servizio della via consolare, che successivamente prese il nome di Forum Cornelii.

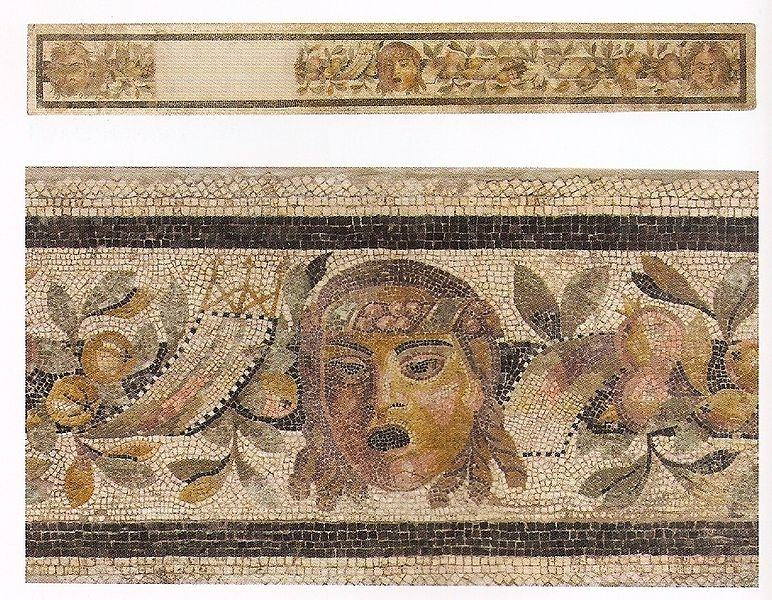
Soglia di una domus romana. Mosaico rinvenuto negli scavi in via San Pier Grisologo.

In epoca sillana (alto I secolo a.C.), Forum Cornelii divenne un centro di agricoltura e di commercio, e che toccò il momento di massimo splendore e floridezza economica alla metà del I secolo a.C. Si producevano grano, uva, forse frutta. In età augustea ottenne l'autonomia con la nomina a municipium. Entro la fine del I secolo d.C. fu costruito l'anfiteatro. La struttura, con una capacità stimata tra 5.000 e 25.000 posti, aveva pianta ellittica e misurava sul lato lungo 106 metri.
 Nei secoli successivi l'insediamento di Forum Cornelii sembra diminuire d'importanza. Dopo il 255 d.C. le fonti non indicano più il nome del curator viæ Æmiliæ.
La diffusione del cristianesimo a Imola data probabilmente dal III secolo; la nuova religione proviene da Ravenna, centro portuale con intensi contatti con l'Oriente romano. Durante la persecuzione di Valeriano (258-260), avvenne a Forum Cornelii il martirio di san Cassiano. Cassiano è considerato il principale artefice della nascita e dello sviluppo della comunità cristiana della città. Nel luogo dove si venerava il suo sepolcro  (1,5 km ad ovest del vecchio foro) fu edificata la chiesa che divenne la prima cattedrale della diocesi imolese.
Secondo Paolo Diacono, il matrimonio di Ataulfo, re dei Visigoti, con Galla Placidia, figlia dell'imperatore Teodosio il Grande fu celebrato nel 412 a Forum Cornelii o Forum Livii.

## Medioevo

### Dal V secolo al Mille

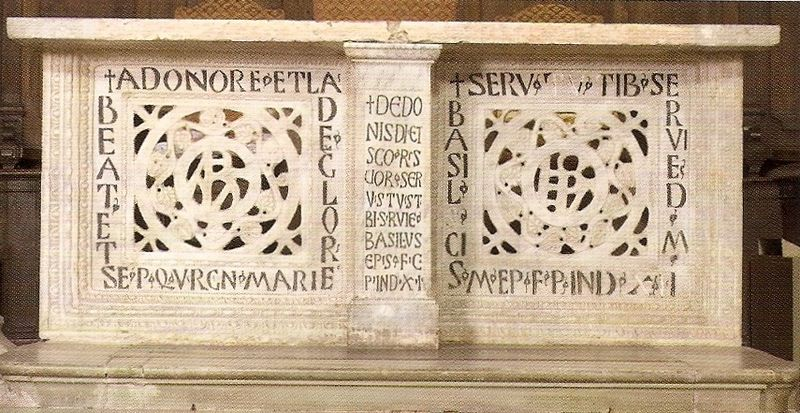
Paliotto d'altare (VI-VII secolo) in marmo bianco; chiesa di Santa Maria in Regola.

Durante le invasioni barbariche la città fu notevolmente danneggiata. Le prime distruzioni e razzie cominciarono già nel III secolo, ad opera di Iuthungi e Marcomanni. Nel V secolo le incursioni dei Goti segnarono pesantemente il territorio imolese. Il ponte in muratura sul Santerno fu abbattuto e non venne più ricostruito. Una parte della popolazione tornò ad insediarsi sul monte Castellaccio. Un'altra parte edificò le proprie case ad ovest della città, nel punto in cui dalla via Emilia parte la strada che porta al guado delle Lastre sul Santerno (che tornò a diventare il principale punto di attraversamento del fiume). Vicino al nuovo insediamento vi era il sepolcro di San Cassiano.
Durante la Guerra Gotica (535-553) Forum Cornelii fu distrutta. La città, che non possedeva una cinta difensiva, venne abbandonata. Nel tardo VI secolo la popolazione corneliese si disperse in numerosi centri distinti tra loro, disseminati nel contado. Oltre a Forum Cornelii (restaurata dal prefetto del pretorio d'Italia, Antioco, probabilmente verso il 552), si ricordano: Castrum Sancti Cassiani, sede della diocesi imolese (1,5 km ad ovest della città romana); l'insediamento sul monte Castellaccio, che verrà citato nelle fonti medievali come Castrum Imolæ; Bergullo, Dozza, Gallisterna, S. Prospero e Linaro.
Nel 568-69 la pianura padana subì la traumatica invasione dei Longobardi. Il primo attacco alla città avvenne ad opera del duca Faroaldo, tra il 580 e il 581. L'impero bizantino, già impegnato su altri fronti (campagne contro i Persiani e contro gli Slavi), faticò a riorganizzarsi. Solo verso la fine del secolo si ebbe la controffensiva bizantina, che respinse i Longobardi al di là dei fiumi Scoltenna-Panaro. Forum Cornelii fu inserita nel neonato Esarcato d'Italia con capitale Ravenna. Re Agilulfo (590-616) fu il primo sovrano longobardo a stipulare una tregua con i Bizantini, ma durante il suo regno la tregua fu spesso violata.
I bizantini realizzarono una linea difensiva dal Po all'Appennino, in modo da bloccare l'avanzata longobarda. Il Sillaro divenne il confine stabile tra possedimenti bizantini e longobardi. Il territorio sottoposto alla giurisdizione di Forum Cornelii restò legato al mondo romano per il tramite amministrativo e militare della città di Ravenna, sede dell'esarca bizantino. Il centro abitato ricostituito sul monte Castellaccio venne fortificato dai bizantini. Nelle fonti è ricordato come castrum Imolae.
Risale agli inizi del VII secolo la più antica attestazione del nome Imola. Il toponimo comparve nel Catalogo delle Province d'Italia, compilato dal Monastero di Bobbio, da poco fondato: Foro Cornelii, cuius castrum Imolas appellatur. Una seconda attestazione del toponimo è contenuta nella Historia Langobardorum di Paolo Diacono (II, 18): Cornelique Foro cuius castrum Imolas appellatur.
Negli anni tra il 727 e il 728 i Longobardi di Liutprando saccheggiarono il porto di Classe. Nel 743 re Liutprando, che progettava di conquistare Ravenna, penetrò nell'Esarcato impossessandosi di Cesena e di Imola. Successivamente i bizantini ripresero Classe ed altre città, ma non Imola, che rimase in mano longobarda. La presenza germanica si protrasse per circa cinquant'anni. Nel 749 i Longobardi conquistarono anche Castrum Imolae. Nel 751 presero Ravenna: l'evento segnò la dissoluzione dell'Esarcato.
Imola rimase in mano ai Longobardi fino al 774, quando la loro capitale Pavia fu presa dai Franchi di Carlo Magno. Dopo la fine del dominio longobardo nell'Italia settentrionale, i Franchi donarono i loro territori alla Chiesa di Roma. Imola tornò nella giurisdizione della Chiesa di Ravenna, che aveva ereditato i territori dell'ex Esarcato. Nell'828, e fino alla metà del X secolo, Forum Cornelii fu governata da un conte, sotto la giurisdizione della Santa Sede. Nel X secolo apparve nelle cronache il nome di Troilo Nordiglio (i Nordigli furono una delle famiglie nobili più influenti ad Imola per tutto il Basso Medioevo).

### Dal Mille al XII secolo
Il sistema vassallatico franco si inserì nella struttura amministrativa bizantina. Alla fine del X secolo avviene la prima nomina di un conte (titolo di origine germanica) ad Imola: Arardo. Il conte, nominato su designazione dell'arcivescovo di Ravenna, giurò fedeltà al pontefice. Egli reggeva e governava la città, coadiuvato da un consiglio rappresentativo dei cittadini facoltosi. Dal 1059 le fonti menzionano anche i consules cittadini (che variano da 4 a 12) titolari di poteri esecutivi e giudiziari, coadiuvati da iudices. Da questa situazione evolse il libero comune, che ad Imola è attestato nel 1140. Forse il Comune esisteva già nel 1099: infatti Imola firmò in quell'anno un trattato con la Repubblica di Venezia che consentì alla città romagnola di esportare liberamente le merci acquistate a Rialto ed a Venezia di importare le derrate alimentari.
Nei primi secoli dopo il Mille si susseguirono guerre contro i Ravennati, i Faentini e i Bolognesi, così come lotte interne tra Castrum Imolæ e Sancti Cassiani. Nello stesso periodo, presumibilmente, venne redatto il primo Statuto comunale. Verso il 1080 il governo cittadino aveva sede a Forum Cornelii. L'importanza raggiunta dal potere civile fu confermata da un atto del 5 gennaio 1084 con cui il vescovo Morando, che risiedeva nell'insediamento di San Cassiano, elargì le prime concessioni al clero della civitas Corneliese. Lungi dal sancire un'equa divisione dei poteri, i contrasti tra il vescovo e il clero corneliese continuarono nei decenni successivi.
Il lungo contenzioso fu sciolto solamente verso il 1130 da papa Onorio II. Originario dell'Appennino imolese, il pontefice diede ragione all'episcopato, restituendogli le prerogative precedentemente cedute dal vescovo Morando. Il documento è importantissimo poiché enumera tutte le pievi (18), i monasteri (18 anch'essi), i castelli (16) e i porti interni (ben 5) esistenti all'epoca nel territorio imolese. Non accettando la sconfitta diplomatica, Imola tentò l'assalto al Castrum Sancti Cassiani. L'attacco fu respinto; Imola dovette subire il contrattacco dei cassianesi che, coadiuvati da truppe ravennati e bolognesi, misero a ferro e fuoco la città, abbatterono le mura ed interrarono i fossati (1131). Ad Imola non rimase che rivolgersi alla vicina Faenza (nonostante fosse una città guelfa, come Bologna). I faentini fornirono un aiuto ai corneliesi per ricostruire la cinta muraria e le fosse in cambio di un tributo annuale, «due palii alla Chiesa di Faenza alla festa di San Pietro di valor di cento soldi».
Nel 1137 avvenne un cambio di alleanze militari: Faenza passò dalla parte di Bologna, a scapito di Imola. Stretta tra le due città, Imola accusò i tentativi egemonici di entrambe, volti a impadronirsi del suo territorio. Per svincolarsi dall'accerchiamento ad est e ad ovest, i corneliesi si confederarono con Ravenna, Bagnacavallo, i Cunio e i Donigallia. Nel maggio 1138 gli eserciti di Faenza e Bologna invasero il territorio imolese. Ne scaturì una cruenta battaglia. Da allora il rio posto a valle della località Serra è chiamato Rio Sanguinario. Gli anni seguenti furono costellati da attacchi e contrattacchi quasi ininterrotti da ambo le parti. Durante questo periodo i bolognesi fondarono un presidio a San Cassiano, mentre i faentini posero una guarnigione a difesa di Castel d'Imola.
Nell'ottobre 1150 i corneliesi attaccarono entrambe le fortificazioni e le rasero a suolo. Immediata fu la replica di Bologna e Faenza: furono trucidati tutti i prigionieri imolesi detenuti a Faenza. Non soddisfatti, l'anno seguente cinsero d'assedio Imola. Nel 1153 Imola, per porre fine allo stillicidio di attacchi, firmò la pace con le due città avversarie, accettando condizioni pesanti e onerose. Le mura vennero abbattute e i fossati livellati, obbligo di pagare i due palii ai faentini, cessioni di tutti i castra finora soggetti ad Imola, obbligo di fornire aiuto militare a Bologna e Faenza in caso di necessità. Nel trattato inoltre sono riportati i confini del contado imolese. Il territorio è delimitato a flumine Claternæ usque ad Casulam et a decem miliaria supra stratam usque ad paludes. Il torrente Quaderna (flumen Claternæ) delimita il contado a Occidente; Casola Valsenio (Casulam) è il limite appenninico che fa da discrimine con Faenza, mentre i decem miliaria indicano i confini a monte della via Emilia (supra stratam) partendo da Imola. Così, Fontanelice è il limite a sud (oltre il quale inizia il territorio dei conti Ubaldini), mentre il limite a valle (ovvero a nord) sono le paludi e gli acquitrini (ad paludes). Il territorio di Imola confinava con i contadi di Bologna, Ferrara, Faenza e Firenze. La sua estensione era molto limitata: non sufficiente per fronteggiare la vicina Faenza e neanche paragonabile al contado di Bologna. Il castrum di San Cassiano venne ricostruito, mentre Castel d'Imola rimase abbandonato.
Nel 1159 Imola accettò la protezione dell'imperatore, Federico I Barbarossa. L'imperatore svevo si recò in città ed assistette personalmente alla cerimonia di giuramento di fedeltà con la quale Imola divenne una città ghibellina (25 giugno 1159). Imola fu una delle tante città in cui l'imperatore fissò una propria residenza. Fu edificato un palazzo, residenza ufficiale del vicario imperiale. Nel 1175 Cristiano (o Cristino), cancelliere e generale dell'imperatore, attaccò tutti i castelli guelfi esistenti nella zona, tra cui Castrum Sancti Cassiani, che fu raso al suolo (febbraio 1177). Dopo la distruzione del Castello, sede episcopale, al vescovo Enrico (1173-1193) non rimase che trasferirsi a Imola: è del 3 luglio 1187 l'atto ufficiale con cui il rappresentante imperiale consentì al vescovo di erigere il nuovo Duomo e il palazzo vescovile (nel luogo dove si trovano oggi). La popolazione di San Cassiano fu obbligata a trasferirsi in città; fu sistemata in una zona a sud-ovest. La politica di ingrandimento di Imola proseguì con l'attacco e la conquista dei castra di Bergullo (1187) e di Dozza (1198). Per la popolazione fu costruito un nuovo quartiere, nella zona nord-ovest, ove i profughi si trasferirono nel 1209.
Ciò spinse le vicine città di Bologna e Faenza, principali centri guelfi, ad attaccare Imola per fermarne l'avanzata. L'esercito guelfo conquistò pezzo per pezzo il territorio circostante la città. Nel 1198 risiedeva a Imola il Vicario imperiale Marquardo di Annweiler. Marquardo attese l'esercito avversario fino a pochi km dal centro abitato, poi scatenò la controffensiva. I guelfi furono ricacciati indietro; l'avanzata degli imperiali fu inarrestabile. Giunti a Tossignano, presero il castello e lo distrussero completamente.

### Dal XIII al XV secolo
All'inizio del XIII secolo riprese la politica di annessioni: nel 1213 fu attaccato il castrum di Gallisterna. I vinti abitanti furono trasferiti in case appositamente edificate nei pressi della porta orientale di Imola (Porta Spuviglia, attuale Porta dei Servi). Poi gli imperiali si volsero a Castrum Imolæ, unico insediamento che non si era voluto piegare ai loro voleri. Il castrum si era dato proprie istituzioni, civili (era presente il comune) ed ecclesiastiche (era presente una pieve dotata di fonte battesimale e di un camposanto). Contava una popolazione di mille abitanti e il suo territorio si estendeva, a sud fino al Ghiandolino e, in pianura, fino alla località di Zello. Gli imolesi si prepararono a conquistarlo militarmente, ma questa volta l'esito fu diverso. Si interpose il vescovo Mainardino come mediatore tra le parti. Figura preminente nella vita pubblica di Imola del tempo, Mainardino degli Aldighieri, fu podestà (due volte: 1207 e 1221) e insieme vescovo (1207-1249). Dopo una lunga trattativa, che si protrasse per alcuni anni, Mainardino riuscì a convincere i castroimolesi (6 gennaio 1221) a trasferirsi volontariamente dentro Imola. Nel 1222 gli abitanti di Castrum Imolæ si insediarono in una zona nella parte sud-est della città (nell'area compresa tra Porta Avice e Porta Spuviglia). Successivamente Castrum Imolæ fu distrutto e l'area collinare, di circa nove ettari, fu messa a coltura. Al termine del lungo processo di annessione e di inurbamento, Imola, da piccola città quadrata, si era allargata fino a raggiungere una forma rettangolare, la stessa estensione che aveva già avuto durante l'epoca romana. Sorse il palazzo del Comune (mentre piazza Maggiore fu realizzata nel Cinquecento); poco distante fu edificata la torre civica (menzionata per la prima volta nelle fonti nel 1247). Venne inoltre costruita una nuova cinta muraria, con le annesse fortificazioni (1225).
Nel XIII secolo le principali famiglie nobili di Imola erano così schierate: 
- Famiglie ghibelline: Pagani, Sassatelli, Mendoli, Nordigli[34];
- Famiglie guelfe: Brizzi (o Brizi), Alidosi, Vajni.

Nel 1222 San Francesco d'Assisi (1182-1226), ebbe il permesso dal vescovo Mainardo di predicare agli imolesi. Così Imola fu uno dei luoghi in cui Francesco predicò pace e fratellanza.
Nonostante lo stato di guerra latente (con Bologna e Faenza), Imola continuò ad ingrandire il proprio territorio: nel 1235 ottenne dall'abbazia di S. Maria in Cosmedin (di Ravenna) la massa di S. Paolo (futura Massa Lombarda) per cento anni. Nel corso del XIII secolo Imola si sviluppò come vivace centro agricolo; la produzione alimentare in eccedenza trovò sbocco anche sui mercati esterni. Imola aveva un porto lagunare, Conselice, cui era collegata tramite un canale navigabile. Da Conselice le merci giungevano al Po di Primaro e quindi al mare. In questo periodo la città conobbe un notevole sviluppo demografico: i 4.200 abitanti del 1210 salirono fino ai 7.000 circa della metà del secolo, più di quanti ne avesse avuti in età romana. Nel 1232 il palazzo comunale fu ingrandito con la costruzione di una nuova ala. Il nuovo edificio fu unito a quello precedente con un “voltone” (tuttora esistente). Nel 1259 fu costruita la rocca.
Undici anni prima, nel 1248, Imola era passata per la prima volta allo Stato della Chiesa. I rapporti di forza con Bologna furono rovesciati: Bologna (città guelfa), grazie al nuovo clima politico, si avviò a diventare il centro egemone. I felsinei espansero il loro territorio oltre il torrente Idice, il confine dell'epoca con Imola, raggiungendo il Sillaro. Inoltre la ghibellina Imola dovette “pagare pegno” a Bologna accettando di ospitare un centinaio di famiglie provenienti da città lombarde (Mantova e Cremona) fedeli all'imperatore nel suo territorio. Si ebbe così la fondazione di Massa Lombarda. Nel 1254 Bologna cacciò le famiglie filo-imperiali da Imola, imponendo il proprio controllo politico diretto sulla città. Fu istituita la carica di «capitano del popolo», che a Imola era sconosciuta. Opportunamente, Bologna decise di indicare un proprio uomo solamente alla carica di podestà, riservando l'ufficio di capitano del popolo a un "indipendente", ovvero a un militare forestiero (spesso toscano). Ma nel 1263 la regola saltò: per entrambe le cariche furono scelti uomini di provenienza bolognese. Le forze filo-imperiali organizzarono una rivolta e cacciarono le famiglie filo-papali. La reazione di Bologna fu spietata: assediò Imola, la prese, abbatté le mura e interrò i fossati. Oltre a demolire le difese cittadine, demolì anche le istituzioni, cancellando ogni residua libertà cittadina. Imola e il suo territorio furono accorpati al Comune di Bologna. Nel 1265 la Camera actorum del Comune bolognese tracciò una lista dei cittadini imolesi, utile per il calcolo del prelievo fiscale da esigere dalla comunità in riva al Santerno. È conosciuto come Quaternus fumantium comitatus Ymolae («Libro dei fumanti di Imola»).
Nel 1278 papa Niccolò III frenò le mire espansionistiche di Bologna: ebbe così termine il dominio bolognese su Imola, che tornò libero comune. Nel 1296 un esercito guidato da Maghinardo Pagani e Galasso da Montefeltro, capitani di una lega ghibellina, oltrepassò il Santerno ed occupò la città (1º aprile). Nel 1299 Maghinardo fu eletto podestà, carica che mantenne fino alla morte, nel 1302. Con la morte di Maghinardo, la dinastia Pagani si estinse. La città tornò nominalmente sotto il dominio dello Stato della Chiesa. A quel tempo esistevano in città più ospedali, ciascuno gestito da una confraternita o da un ordine monastico. Tra essi vi era quello gestito dalla fondazione ospitaliera dei Devoti (confraternita laicale ispirata al movimento francescano). Fondato nel 1266, nel corso degli anni inglobò altri ospedali cittadini, fino a diventare il principale ospedale della città. Nel 1315 il comune decise di rilevare l'amministrazione dell'ospedale (che aveva assunto il nome di S. Maria della Scaletta o "dei Devoti") per gestirlo direttamente.
Nel 1309 la sede del papato fu trasferita in Francia (inizio della cattività avignonese). Approfittando dell'assenza del pontefice, le principali famiglie cittadine entrarono in guerra per contendersi la città. Tra i ghibellini Nordigli ed i guelfi Alidosi prevalsero questi ultimi: nel 1334 Lippo prese la città e cacciò la famiglia rivale. Imola divenne il più fedele alleato del papato in Romagna. Il casato espresse anche alcuni vescovi cittadini: Carlo Alidosi (1342-54) e Lito Alidosi (1354-78). Gli Alidosi vararono un nuovo statuto cittadino (1334); inoltre avviarono il potenziamento della rocca costruita nel 1259, fino a raddoppiarne le dimensioni. Effettuarono anche una riorganizzazione dell'assetto urbano: alle contrade (relativamente autonome) sostituirono i quartieri, spogliati di ogni autonomia. Venne scardinato il sistema precedente. Alla metà del secolo le porte della città erano quattro: due sulla via Emilia (d'Alone, verso Bologna, e Spuviglia, verso Faenza, immagine), una a nord (Porta del Piolo, oggi Porta Appia) e una a sud (Posterla, poi Porta Montanara, immagine). Il nuovo modello di città rimase invariato fino all'invasione napoleonica.
Secondo l'estimo del 1312 Imola contava oltre 11.000 abitanti. Nel 1348 la peste nera uccise a Imola, come altrove, almeno un terzo della popolazione. Alla metà del Trecento i conventi fuori Imola, sparsi nei borghi, dovettero trasferirsi entro le mura. Fu così che entrarono in città Serviti, Olivetani, Agostiniani, Gesuiti, Canonici, Domenicani, Conventuali (di San Francesco), Carmelitani, Gerolamini, oltre a Domenicane, Clarisse, Agostiniane (o Maddalene) e Cappuccine. Risale al 1360 la più antica testimonianza di un'attività professionale esercitata in città da un ebreo.
Nel 1351 i Manfredi di Faenza e gli Ordelaffi di Forlì (ghibellini) attaccarono inutilmente la città. Nel 1402 Imola prese parte alla Lega che sconfisse Gian Galeazzo Visconti, Signore di Bologna. La vendetta dei Visconti fu consumata nel 1424, quando il condottiero Angelo della Pergola, "capitano" per Filippo Maria Visconti, espugnò la rocca catturando Ludovico Alidosi e il figlio Beltrando (24 febbraio 1424). Fu la fine del lungo dominio alidosiano su Imola. Nel 1426 attaccato da due fronti (Venezia e Firenze alleate) il Visconti, per non consegnare Imola a due potenze nemiche, la cedette alla Santa Sede. Il legato pontificio (più tardi cardinale) Domenico Capranica inaugurò un nuovo regime negli affari pubblici. Passarono alcuni anni, durante i quali i Visconti si riorganizzarono.
Nel 1434 invasero di nuovo la Romagna allo scopo di contrastare il potere di Venezia. La Serenissima si alleò con Ferrara e con la Santa Sede. La coalizione fu sconfitta (28 agosto 1434) nei pressi di Imola. I Visconti scelsero la città corneliese come base per la loro espansione e ne affidarono il controllo a Guidantonio Manfredi, signore di Faenza. Gli anni manfrediani furono caratterizzati dall'aumento dei terreni coltivati, dall'erezione di una nuova cinta muraria e dalla ristrutturazione della rocca.
Nel 1471 Galeazzo Maria Sforza, nuovo Duca di Milano, sottrasse la città a Taddeo Manfredi. Successivamente lo Sforza trattò la cessione di Imola a Lorenzo de’ Medici, il Signore de facto di Firenze. Ma l'operazione risultava sgradita alla Santa Sede, che non vedeva di buon occhio un'egemonia fiorentina sulla Romagna. Papa Sisto IV incaricò il cardinale Pietro Riario, suo nipote, di recarsi a Milano per convincere lo Sforza a trattare con il proprio casato (i Riario sono una nobile famiglia originaria di Savona). Nel 1472 furono avviati i contatti; l'anno seguente fu conclusa la cessione d'Imola a Girolamo Riario, fratello di Pietro (6 dicembre 1473). L'accordo fu coronato dalla promessa di matrimonio tra Girolamo e la figlia naturale di Galeazzo, Caterina Sforza. Il matrimonio fu celebrato nel 1477, quando la giovane aveva 14 anni. Imola con il suo contado costituirono parte della dote nuziale. Caterina Sforza segnò un periodo della storia di Imola, legando le sue vicende personali al destino della città.
Nel 1480 Girolamo e Caterina si recarono a Roma, dove Girolamo ottenne anche la signoria di Forlì, a scapito della famiglia degli Ordelaffi, dopo la morte di Pino III. Girolamo Riario fu insignito del governo del «Principato di Forlì e Imola». Questo portò diversi vantaggi a Imola, che fu abbellita con splendidi palazzi e luoghi d'arte. Furono costruiti: Palazzo Novo (o del Signore, o dei Riario, oggi Palazzo Sersanti); Palazzo "el Cappello" o Della Volpe; Palazzo Machirelli (chiamato poi Palazzo Dal Pozzo); Palazzo Calderini (poi Paterlini). "Queste costruzioni imolesi, come quelle dei Palazzi Riario di Roma e di Forlì, furono ideate da un grande pittore che era pure architetto e fino dall'epoca romana in dimestichezza con Girolamo: Melozzo da Forlì".
Quattro anni dopo, Girolamo fu assassinato a Forlì, il 14 aprile del 1488 da una congiura capeggiata dalla nobile famiglia forlivese degli Orsi. Caterina stessa fu imprigionata, ma poi riuscì abilmente a tornare in libertà. Poté così recuperare il governo sia di Forlì che di Imola, anche grazie all'appoggio dello zio Ludovico il Moro. Il 30 aprile del 1488 Caterina iniziò il governo di Imola e Forlì in nome del primo figlio maschio, Ottaviano, legittimo erede del principato. Nello stesso anno gli ospedali imolesi esistenti furono uniti a quello della Scaletta. Così l'ospedale sito nella piazza Maggiore assorbì le funzioni ospedaliere dell'intera città.
Nel 1494 scoppiò un conflitto tra Ducato di Milano e Regno di Napoli. Caterina inizialmente si mantenne in posizione neutrale. Poi scelse di sostenere il Re di Napoli, ma fu tradita dai partenopei, che al primo attacco dei francesi non la difesero. Si schierò quindi con il Re di Francia, lasciando all'esercito transalpino via libera per raggiungere e conquistare il regno di Napoli.

## Età moderna

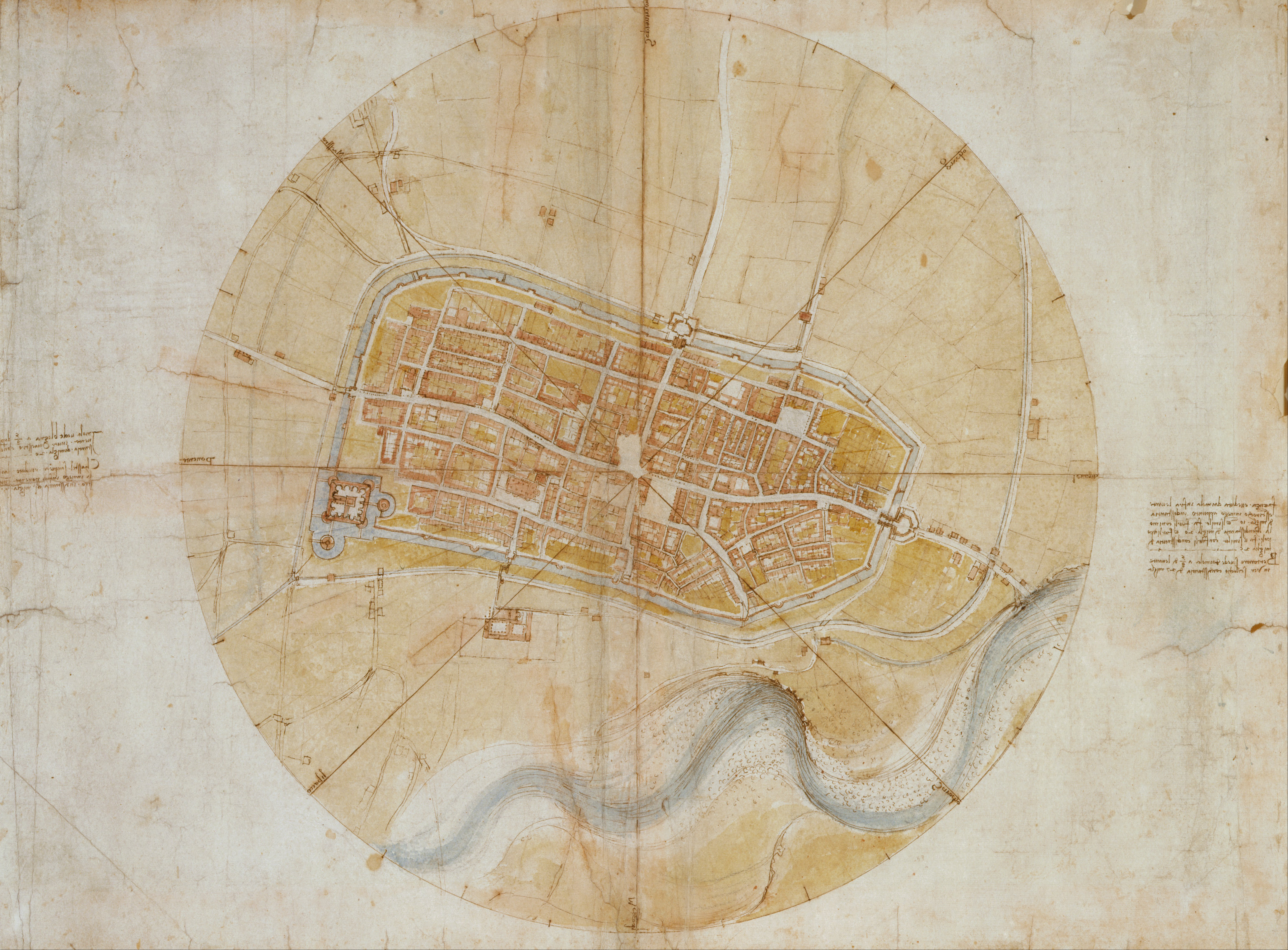
Pianta di Imola del 1473 riveduta da Leonardo da Vinci nel 1502. La città entro le mura è attraversata da due assi stradali: la via Emilia (il decumano massimo, in direzione est-ovest) e le vie oggi denominate Appia e Mazzini (cardo massimo, in direzione nord-sud). Tali vie delimitavano la città in quattro quartieri: San Cassiano (SW), San Matteo (SE), San Giovanni (NE) e Sant'Egidio (NW). Oggi la pianta è di proprietà della Royal Collection. L'ultima volta che venne esposta in città fu nel 1995.

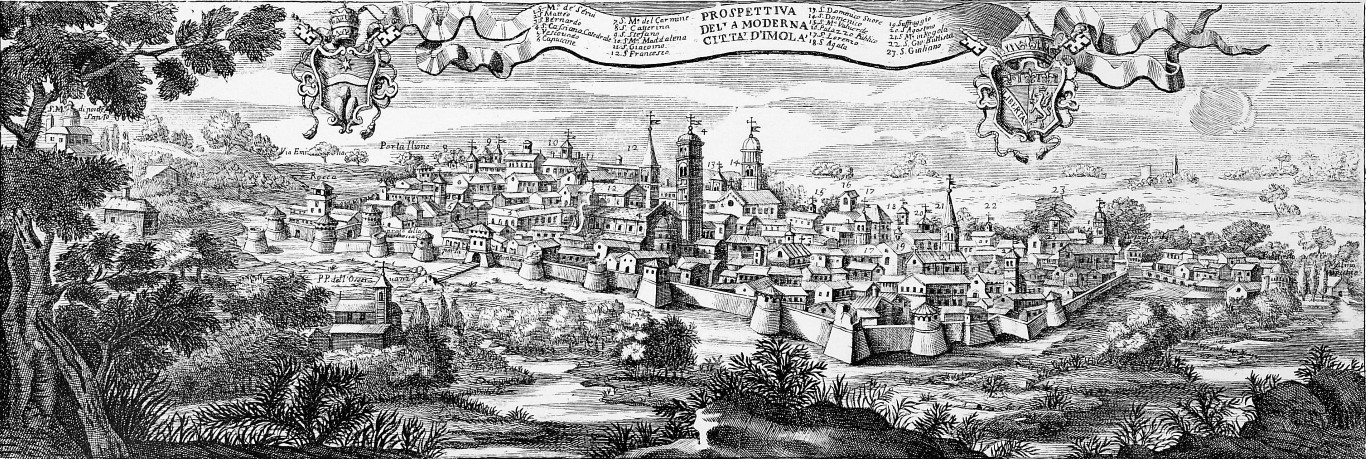
Anonimo locale, Prospettiva della moderna città d'Imola (XVII secolo).

Nel 1499 papa Alessandro VI decise di riprendere direttamente il dominio dei territori pontifici in Romagna tramite il figlio Cesare Borgia, cui affidò la guida di un esercito. Il 24 novembre 1499 Cesare Borgia arrivò a Imola. Per evitare il saccheggio, le porte della città vennero aperte dagli abitanti e Borgia ne prese possesso senza colpo ferire (25 novembre). Nel 1502 il Borgia ritornò a Imola, dove arrivò l'8 settembre. Pochi giorni dopo giunse in città, proveniente da Cesenatico, Leonardo da Vinci, incaricato dal duca di verificare lo stato delle infrastrutture difensive di Imola. Il genio fiorentino effettuò dei rilievi topografici per verificare lo stato della cinta muraria. Nello stesso periodo soggiornò a Imola anche Niccolò Machiavelli, inviato dalla Repubblica di Firenze in missione diplomatica presso il Borgia.
Dopo la morte di Alessandro VI (18 agosto 1503), Cesare Borgia perse in breve tempo tutto il suo potere. Il nuovo pontefice, Giulio II, ottenne il ripristino del dominio ecclesiastico su Imola e il suo contado. Dopo aver confermato gli antichi Statuti della città (concessi nel 1334 dalla famiglia Alidosi), il papa si mostrò favorevole al ripristino della Signoria dei Riario-Sforza sui castelli di Imola e Forlì, ma la popolazione di entrambe le città si oppose.
Il pontefice procedette ad un rinnovamento istituzionale e amministrativo. Nei due secoli precedenti (XIV e XV) Imola era stata retta da vicari apostolici, nobili locali investiti di una larga autonomia. Ora Imola passava alla diretta dipendenza dalla Santa Sede, che si concretizzò con l'insediamento di un Governatore cittadino. Proveniente dall'esterno della comunità, il governatore era nominato direttamente da Roma e rimaneva in carica per un anno (prorogabile). L'inizio del dominio diretto della Santa Sede su Imola fu sancito dalla Bolla d'oro, emanata da Giulio II il 4 novembre 1504. Nell'estate del 1506 il pontefice intraprese un viaggio per visitare due città riconquistate dallo Stato Pontificio, Perugia e Bologna. Durante il viaggio si fermò anche a Imola.
Le lotte tra le famiglie nobili per il controllo di Imola non terminarono: lo testimonia l'aspra disputa tra i Vaini e i Sassatelli. La resa dei conti avvenne nel 1522. La notte del 22 maggio i Vaini assaltarono il palazzo dei Sassatelli saccheggiandolo e appiccandogli fuoco. Della famiglia Sassatelli si salvò solamente chi non era presente quella notte.
Il 3 dicembre 1512 avvenne la fondazione del Monte di Pietà, per impulso di frate Orfeo Cancellieri. Il Monte fu retto dai Frati del Convento dell'Osservanza fino alle spoliazioni napoleoniche. La prima sede fu allestita sotto gli archi del Palazzo Novo (oggi Palazzo Sersanti). Dal 1518, per i successivi tre secoli, fu alloggiato nel palazzo Della Volpe (in via Emilia), ceduto al Monte dal capitano Taddeo Della Volpe. Nel 1709 al Monte di Pietà fu aggregato un Monte frumentario, con la funzione di consegnare grano in anticipo ai contadini, che poi l'avrebbero restituito una volta fatto il raccolto aumentato di una percentuale come interesse. Fu il primo monte frumentario della Legazione di Romagna. Nel 1593, in seguito alla pubblicazione della bolla pontificia Caeca et obdurata che sanciva l'espulsione degli ebrei dallo Stato Pontificio, la comunità ebraica imolese cessò di esistere.
Imola fu colpita dall'epidemia di peste del 1630 (la "peste manzoniana"), che causò un migliaio di vittime in città e nel contado. Nel 1655 Fabio Chigi, vescovo della città, fu eletto papa con il nome di Alessandro VII. Era dai tempi di Giovanni da Tossignano (860 circa - 929) che un vescovo imolese non saliva al Soglio di Pietro.
L'11 aprile 1688 Imola fu scossa da un terremoto. Le vittime furono due; alcuni edifici furono lesionati. Fu l'ultimo sisma ad arrecare danni alla città.

## Il XVIII secolo

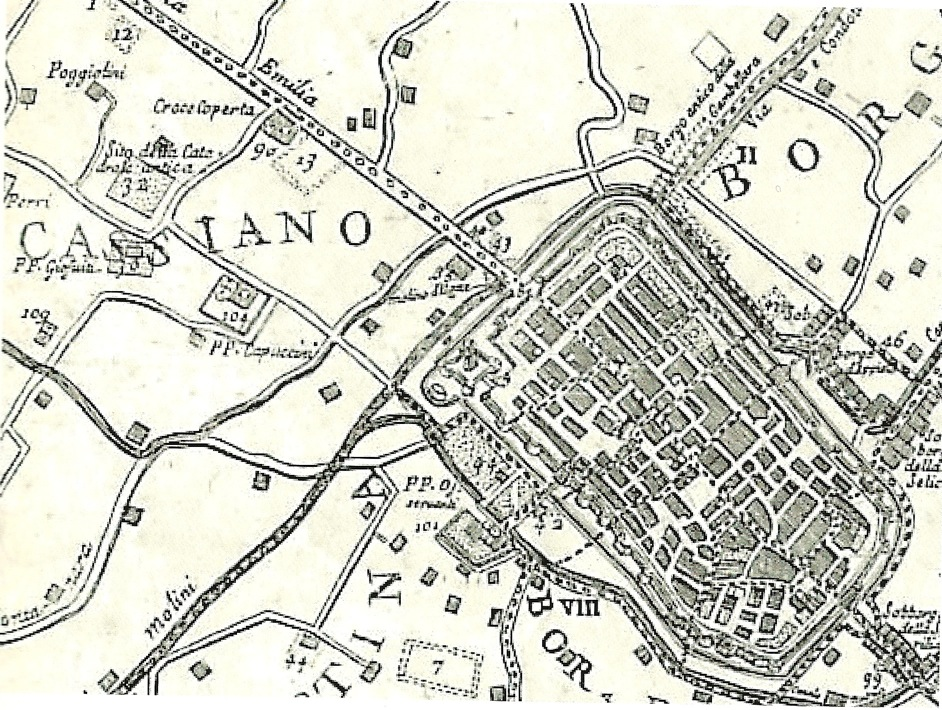
Pianta di Imola nel 1705 di Antonio Ferri. La via Emilia conduce alla Croce Coperta, dove nell'Alto Medioevo sorgeva Castrum Sancti Cassiani.

Durante il Settecento furono eseguiti lavori pubblici di notevole importanza: restauro delle case, selciatura di piazza Maggiore (l'odierna piazza Matteotti), la prima biblioteca pubblica (offerta alla cittadinanza dal priore del convento francescano nel 1747); rifacimento interno e nuova facciata del palazzo comunale (1745-71). Nel 1749 venne costruito un nuovo ponte sul Santerno. L'ultimo ponte era crollato ben due secoli prima a causa di una piena del fiume. Dal 1550 circa, chi veniva da Faenza doveva attraversare il fiume a bordo di una barca pagando un pedaggio a un barcaiolo, cui il lavoro era affidato dal Comune. L'ultimo contratto per l'attraversamento con la barca fu stipulato attorno al 1775. Il nuovo ponte fu edificato in legno (circa 70 m più a valle dell'attuale); era lungo 418 piedi e largo 11. Nello stesso periodo fu riedificata la cattedrale (1763-82) e fu ricostruita la chiesa di Santa Maria in Regola (1782).
Nel 1769 lo stato d'anime (censimento) della città dentro le mura forniva un totale di 7.611 battezzati. Nelle parrocchie situate entro le mura, la popolazione era la seguente: 1.896 a San Cassiano, 584 a S. Maria in Regola, 440 a S. Giovanni Battista e 107 ai SS. Paolo e Donato. La popolazione totale della città e del suo contado non superava le 18.000 unità. Nello stesso periodo emerse l'esigenza di costruire un nuovo ospedale cittadino: la struttura che si affacciava sulla piazza maggiore era diventata inadeguata. Nel 1781 il vescovo, Giovanni Carlo Bandi, ottenne l'autorizzazione del Papa Pio VI ad acquistare un terreno a sud-ovest della città, fuori porta d'Alone (la porta che guardava Bologna). I lavori iniziarono l'anno seguente, sotto la guida dell'architetto Cosimo Morelli. Nel 1782 aprì un nuovo teatro cittadino: il Teatro dei Cavalieri Associati. Costruito da Cosimo Morelli, presentava un innovativo palcoscenico a tre bocche con tre distinte scene; la sala si elevava per tre ordini con 17 palchi ciascuno.
Il 22 giugno 1796 Imola venne occupata dalle forze rivoluzionarie francesi. L'invasione causò il blocco dei lavori per il nuovo ospedale. In luglio i francesi, dopo aver represso i primi tentativi di rivolta della popolazione, pretesero una contribuzione di 61.000 scudi. Il 22 luglio fu decisa la soppressione degli ordini religiosi. Alcuni di essi avevano una vita millenaria come il monastero di Santa Maria in Regola. L'esercito francese tornò l'anno successivo, il 1º febbraio 1797 e occupò nuovamente Imola. In quella notte andò a fuoco il Teatro dei Cavalieri Associati. Il giorno dopo giunse in città Napoleone Bonaparte. Il territorio di Imola fu assegnato al Dipartimento del Reno, entrando così a far parte della Repubblica Cispadana. Il 1º giugno dello stesso anno, in seguito alle forti pressioni degli imolesi, venne creato il «Dipartimento del Santerno». I confini del Dipartimento erano segnati dal Sillaro a ovest, dal Senio a est, dai monti Faggiola e Pratolungo a Sud, dal Reno a nord. La gloria del “rango provinciale” di Imola fu di breve durata: con la nascita della Repubblica Cisalpina, il Dipartimento del Santerno fu aggregato a quello del Lamone, con capoluogo Faenza (novembre 1797). Successivamente Imola ritornò a far parte del Dipartimento del Reno (2 ottobre 1798), avente come capoluogo Bologna.
Dopo una parentesi in cui la Repubblica Cisalpina fu occupata dagli austriaci (1799), l'ordinamento napoleonico fu ripristinato nel 1800. In quell'anno entrò in funzione l'Ospedale Nuovo, posto sulla via Emilia. Costruito tra il 1782 e il 1784 appena fuori porta d'Alone, sostituì il nosocomio sito in piazza Maggiore, di cui ereditò anche il nome: "Santa Maria della Scaletta”.

## Il XIX secolo
Sotto il dominio pontificio, i comuni coincidevano con le parrocchie. Imola era circondata da undici borghi, ciascuno dei quali si amministrava autonomamente. Le dodici parrocchie ricomprese dentro le mura della città costituivano invece un'unità amministrativa.
Durante il periodo napoleonico si verificò un processo di convergenza verso la città murata, che comportò l'incorporazione dei municipi confinanti. Le principali aggregazioni furono stabilite con i decreti del 10 marzo 1808 e del 2 dicembre 1813. Il primo decreto sancì l'accorpamento amministrativo degli undici borghi. Inoltre, furono aggregati i comuni di Zello, Casola Canina, Ortodonico e Trentola (oggi non più esistente). Il territorio del Comune imolese venne così ridefinito: a nord terminava in corrispondenza di via Bicocca (4,5 km dalla via Emilia); ad ovest con il rio Sanguinario; a sud con la confluenza del rio dei Palazzi col Santerno; ad est con il rio Sellustra.
Il secondo decreto interessò i municipi posti a sud del Rio dei Palazzi: furono aggregati al Comune d'Imola Ghiandolino, Pediano, Linaro, Torrano e Monte Catone. Il nuovo confine sud del Comune fu il rio Ponticelli.
Dopo la Restaurazione (1815), il governo pontificio non modificò il nuovo assetto, anzì proseguì l'azione di accorpamento estendendo ulteriormente il territorio comunale. I decreti pontifici in oggetto furono due. Con il primo (6 luglio 1816) il comune d'Imola fu esteso a nord incorporando San Prospero, Chiusura, Fluno, Cantalupo Selice, Cantalupo Fiume (l'odierna Giardino) e Sesto Imolese. Fu sancita anche l'annessione di Spazzate Sassatelli, fino ad allora parte del comune di Conselice. Spazzate non confinava con gli altri territori annessi. Per non farne un'exclave, fu tracciato sulle mappe un corridoio di collegamento con il resto del territorio comunale. L'anno successivo il confine sud fu rettificato e portato al rio Casale, attuale confine con Casalfiumanese (26 novembre 1817).
Nel 1806 Imola città contava circa 8.700 abitanti. Da sei anni era papa Pio VII, al secolo Barnaba Chiaramonti. Già vescovo d'Imola, mantenne la titolarità della diocesi, essendo molto affezionato alla città. Però visitò Imola come pontefice solamente nel 1814, quando tornò in Italia dopo gli anni di prigionia in Francia. Durante il suo viaggio da Fontainebleau a Roma, Papa Chiaramonti sostò a Imola dal 2 al 14 aprile 1814, celebrando la Pasqua in città. Con la Restaurazione (1815), Imola fu inserita nella Legazione di Ravenna. La Santa Sede constatò che il patrimonio immobiliare nel territorio imolese si era azzerato: i repubblicani, infatti, avevano requisito sia i fondi agricoli che le sedi delle strutture ecclesiastiche e li avevano messi all'asta. L'unica istituzione che era stata risparmiata dalla spoliazione napoleonica fu l'abbazia di Santa Maria in Regola.
Dopo un periodo di riorganizzazione delle finanze, poterono riprendere gli investimenti: nel 1821 fu inaugurato il nuovo cimitero civile (tuttora esistente) e nel 1826 il ponte di legno sul Santerno fu sostituito da un ponte in muratura. Nel 1816 Ignazio Galeati rilevò la tipografia del Seminario vescovile e continuò l'attività in proprio. La Galeati divenne una delle più rinomate tipografie italiane.
Molti imolesi parteciparono ai moti rivoluzionari del 1820-21 e del 1830-31. Durante il moto modenese del febbraio 1831, Imola si sollevò, aderendo al governo provvisorio delle Province Unite. Molti volontari andarono al fronte per arruolarsi nell'esercito di Giuseppe Garibaldi. L'epidemia di colera del 1854-55 toccò anche Imola, provocando circa trecento morti. Fu l'ultima che colpì la città romagnola. Nel 1847 fu istituito il primo Asilo infantile. Fu aperto il 5 ottobre presso l'ex Orfanotrofio dei mendicanti di San Bartolomeo. Nel 1855 fu istituita la Cassa di Risparmio, sorta su iniziativa di alcuni cittadini, con l'approvazione e l'appoggio del vescovo, Gaetano Baluffi.
Nel 1857 Papa Pio IX effettuò un viaggio pastorale in Romagna. Da vescovo era stato a capo della Diocesi di Imola per ben 14 anni (1832-46). Giunse ad Imola il 6 giugno. La città gli tributò un'accoglienza festosa; il Municipio deliberò la costruzione di un arco di trionfo a Porta Romana, al posto della porta di epoca medievale (immagine). Il monumento, terminato all'inizio di giugno 1859, doveva essere inaugurato il 16 dello stesso mese, ma la vittoria del Regno di Sardegna sull'Austria (potenza alleata dello Stato della Chiesa) determinò il precipitare degli eventi e la caduta del governo pontificio.
Pochi mesi dopo la fine del dominio pontificio, il 27 dicembre 1859 il Governatore delle Romagne Luigi Carlo Farini, sciolse il consiglio comunale ed estese l'applicazione della legge del Regno di Sardegna a tutti i territori dell'ex Legazione pontificia. Infine ridefinì le circoscrizioni territoriali aggregando il Comune di Imola alla circoscrizione di Bologna.
Nel marzo 1860, in seguito ai plebisciti, le Regie provincie dell'Emilia furono annesse al Regno di Sardegna che, nel marzo 1861, divenne Regno d'Italia. Il primo sindaco di Imola dopo la cessazione del dominio pontificio fu Giuseppe Scarabelli, geologo e archeologo (febbraio 1860-1866).
| Popolazione maschile di Imola al Censimento del 1861: 13.894. Principali attività maschili | Popolazione maschile di Imola al Censimento del 1861: 13.894. Principali attività maschili |
| Mestiere                                                                                   | Addetti                                                                                    |
| ------------------------------------------------------------------------------------------ | ------------------------------------------------------------------------------------------ |
| Braccianti                                                                                 | 1.370                                                                                      |
| Coloni, Mezzadri                                                                           | 4.162                                                                                      |
| Garzoni, Pastori                                                                           | 539                                                                                        |
| Addetti industria                                                                          | 611                                                                                        |
| Addetti commercio                                                                          | 308                                                                                        |
| Calzolai, Ciabattini                                                                       | 364                                                                                        |
| Falegnami                                                                                  | 263                                                                                        |
| Meccanici, Fabbri                                                                          | 219                                                                                        |
| Professionisti                                                                             | 394                                                                                        |
| Salariati                                                                                  | 366                                                                                        |

Vi erano poi: 221 possidenti, 398 militari e 218 ministri di culto (compresi membri di confraternite). Seguono studenti, pensionati, mendicanti, detenuti e mentecatti.
Senza professione: 3.207 (pari al 23%).
Popolazione femminile di Imola al Censimento del 1861: 13.118. Principali attività femminili:
| Mestiere | Coloni | Ortolane | Addette commercio | Sarte | Salariate |
| Addette  | 3.096  | 131      | 120               | 1.324 | 704       |

Vi erano poi: 178 possidenti e 108 consacrate. Seguono braccianti, addette all'industria, studentesse, pensionate, mendicanti, detenute e mentecatte.
Senza professione: 6.968 (53,1%). In questa categoria sono comprese le massaie.
Nel 1860 vi erano in città solamente due scuole pubbliche, che fornivano l'istruzione primaria. L'analfabetismo fu ridotto progressivamente, passando dall'84,4% (dato del 1861) al 66,7% (nel 1881). Nel 1864 avvenne un grave fatto di sangue: il 25 marzo fu assassinato il Sottoprefetto Giambattista Murgia. Fu il culmine di una serie di delitti perpetrati da una banda, tristemente nota come la "Squadrazza imolese" o "Società dei malfattori". Negli anni 1860-64 fu ritenuta responsabile di una trentina di omicidi. I suoi vertici furono arrestati e condannati nel 1866.

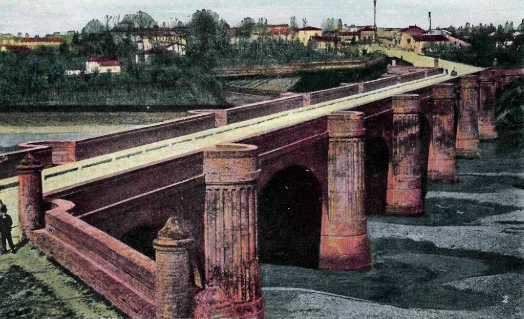
Il ponte della Via Emilia sul fiume Santerno in una cartolina del 1905

Dopo l'Unità d'Italia l'attività urbanistica ricevette un forte impulso. Si realizzarono viali alberati (viale della Stazione; viale del Cappuccini, nel 1867); si abbatté l'intera cinta delle mura e alcune porte (Pia, Appia, Romana, Bologna (immagine di Porta Bologna); si colmarono il fossato della città e quello della rocca per creare i viali di circonvallazione.
Nei primi anni settanta, sindaco Giovanni Codronchi, fu costruita la prima fognatura urbana. Il conte Codronchi era il leader del partito moderato imolese. A partire dagli anni ottanta aumentarono i loro consensi le idee mazziniane e socialiste. Imola espresse uno dei politici più influenti del socialismo nazionale, Andrea Costa, fondatore nel 1881 del Partito Socialista Rivoluzionario di Romagna, prima formazione organizzata socialista del Paese. Nello stesso anno 1881 fu fondato un istituto professionale che nei decenni successivi divenne un vanto dell'istruzione imolese: la Scuola d'arte e mestieri Alberghetti. Fu il primo istituto professionale della Romagna.

Nelle elezioni amministrative locali del 27 ottobre 1889 vinse la lista costituita da radicali e socialisti. Con la nomina a sindaco di Ugo Tamburini (1850-1914), vicino politicamente ad Andrea Costa, Imola divenne il primo Comune d'Italia guidato dalla sinistra.
Il 30 ottobre 1888, nella sala del Consiglio comunale, venne fondato il comitato locale della Croce Rossa Italiana.

## Il Novecento

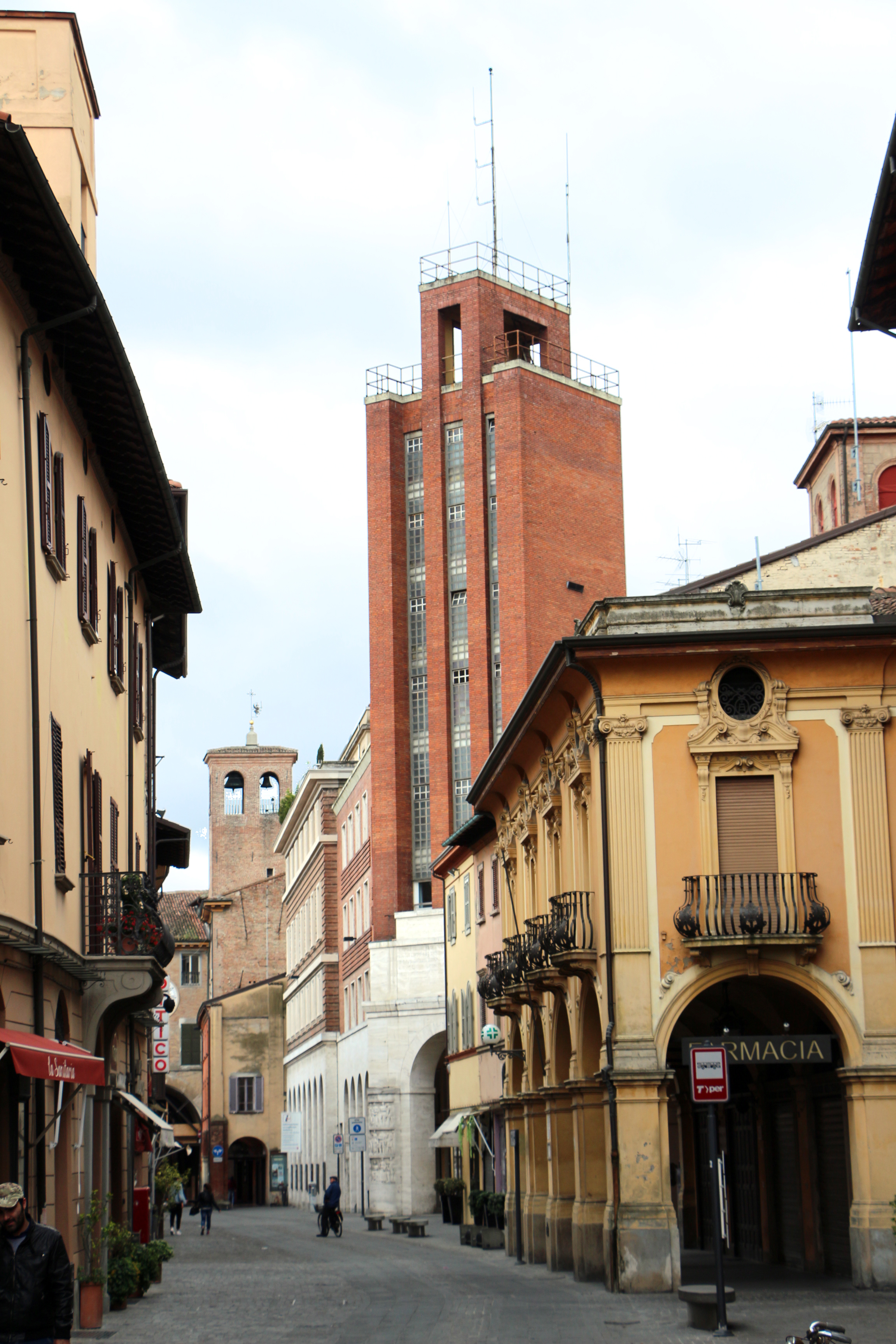
La ex-Casa del Fascio

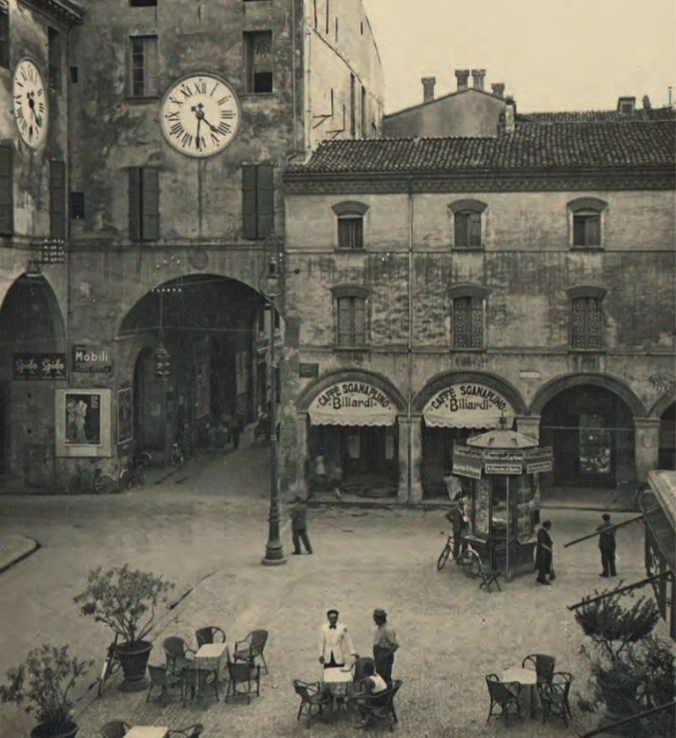
Piazza Caduti per la Libertà con la Torre dell'Orologio negli anni 1950

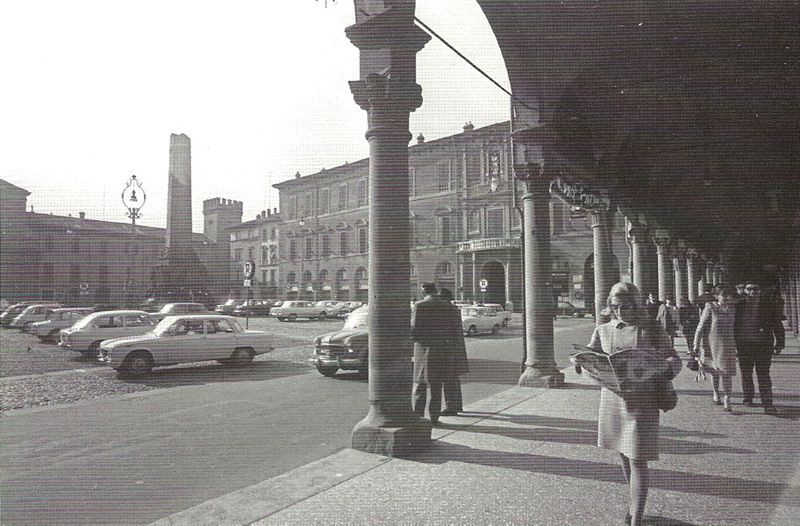
Piazza Matteotti negli anni 1960

All'inizio del XX secolo vivevano ad Imola 12 000 abitanti (cui si sommavano i 21 000 della campagna circostante). L'agricoltura era ancora la prima occupazione della popolazione, ma nascevano già le prime industrie: aziende di laterizi e terrecotte, di cementi, di meccanica. Nacquero anche una fonderia ed uno zuccherificio (che però ebbe vita breve, venendo chiuso già nel 1913). Divenne prioritario sviluppare i commerci e l'industria. La cinta muraria venne vista come un retaggio del passato e venne abbattuta. Fu atterrata anche porta Appia, dopo che nei decenni precedenti avevano subito la stessa sorte la porta d'Alone e quella dei Servi. Solo porta Montanara fu risparmiata (ed è tuttora visibile). Nel 1901 fu fondata la prima cooperativa di credito: la Banca Cooperativa Imolese. Risale a quegli anni anche l'apertura della prima cassa rurale imolese. L'amministrazione comunale era guidata dal Partito socialista. Il VII Congresso nazionale del PSI si svolse proprio nella città romagnola (6-9 settembre 1902). All'inizio degli anni 1910 Imola ricavava l'acqua potabile da sei pozzi, disposti principalmente a sud del centro abitato. Nel 1912 il Comune deliberò la costruzione di un acquedotto, che entrò in funzione due anni più tardi.
Imola diede un elevato contributo alla causa d'Italia nella prima guerra mondiale. Caddero ben 527 militari imolesi; di essi, 258 morirono in combattimento, 191 per malattia ed i restanti 78 per altre cause. 442 di loro erano soldati semplici. L'età media dei caduti fu di 26,9 anni. Ai caduti imolesi furono conferite 19 medaglie di bronzo, 15 d'argento e 1 d'oro.
Subito dopo la fine della guerra l'Italia fu colpita dalla "febbre spagnola" (1918-19) che causò diverse vittime anche a Imola. Nel 1919 fu realizzato l'ampio viale che conduce al Santerno, lo attraversa e termina al Parco delle Acque minerali (oggi Viale Dante Alighieri).
L'ultimo sindaco eletto democraticamente fu Giulio Miceti. Durante la dittatura fascista, Imola subì diversi cambiamenti nel centro storico: furono demoliti alcuni vecchi edifici e il mercato coperto e venne costruito un grande palazzo comprendente la Casa del fascio (l'attuale Centro cittadino). Il 13 giugno 1928 fu inaugurato alla presenza di re Vittorio Emanuele III e della regina Elena il monumento ai Caduti della Prima guerra mondiale. Il monumento rimase ad ornare la piazza centrale della città (odierna piazza Matteotti) fino all'inizio del XXI secolo.
La seconda guerra mondiale (1940-1945) coinvolse anche Imola, soprattutto negli ultimi due anni. Trovandosi a soli 15 km dalla Linea Gotica, la città rimase sotto il tiro dei cannoni e sotto i bombardamenti degli aerei. Imola fu bombardata per la prima volta dagli aerei alleati il 13 maggio 1944. Le vittime furono 53, più un centinaio di feriti. La città fu teatro, inoltre, di rappresaglie ai danni della popolazione civile e di elementi della Resistenza locale da parte delle Brigate nere. La liberazione, da parte delle armate alleate, avvenne il 14 aprile 1945. I primi a entrare in città furono i soldati della 3ª Divisione del II Corpo d'armata polacco, al comando del generale Władysław Anders, che varcarono porta Appia poco dopo le 15. Più tardi entrarono nella città liberata gli uomini del gruppo di combattimento "Friuli" ed i partigiani della 36ª brigata "Garibaldi" e della brigata "Maiella".

Il passaggio del fronte lasciò la città semidistrutta. Quasi tutti i principali monumenti della città furono colpiti: frantumata la Torre centenaria, mozzati diversi campanili, diroccate le chiese e gli edifici pubblici, crollati il teatro comunale, la vecchia caserma, il Palazzo comunale e gran parte dei portici; scoperchiate le scuole, l'orfanotrofio, l'ospedale, oltre a centinaia di case danneggiate. Gli eventi luttuosi più rimarchevoli furono l'eccidio del pozzo Becca (13 aprile) e il conseguente eccidio di via Aldrovandi (27 maggio).
Nel dopoguerra Imola conobbe un rapido sviluppo economico. Negli anni sessanta la città si ingrandì con la costruzione di nuovi quartieri. Fu in questo periodo che Imola venne pensata con l'area industriale a nord (verso la nuova arteria autostradale Bologna-Ancona, inaugurata nel 1966) e il residenziale a Sud della via Emilia. Il (piano regolatore del 1969 dispose la costruzione di un'arteria a scorrimento veloce per collegare le due zone. Il nuovo quartiere fu chiamato «Pedagna» ed assorbì una popolazione di diverse migliaia di abitanti.